# 岩田一成
岩田 一成（いわた かずなり、1974年 - ）は、日本語教育学者、聖心女子大学教授。

## 人物・来歴
滋賀県出身。大阪大学大学院言語文化研究科博士後期課程修了。2007年「日本語数量詞の諸相 数量詞の位置と意味の関係を中心に」で博士（言語文化学）。1998年7月、青年海外協力隊員として中華人民共和国に赴任。2000年12月に帰国。2007年国際交流基金日本語国際センター専任講師、2008年広島市立大学准教授、2014年聖心女子大学現代教養学部准教授、2020年教授。専門は日本語教育学。

## 著書
- 『日本語数量詞の諸相 数量詞は数を表すコトバか』(日本語研究叢書）くろしお出版, 2013.11
- 『読み手に伝わる公用文 〈やさしい日本語〉の視点から』大修館書店, 2016.8
- 『新しい公用文作成ガイドブック わかりやすく伝えるための考え方』日本加除出版, 2022.5

### 共編著
- 『日本語教育能力検定試験に合格するための用語集』大関浩美,篠﨑大司,世良時子,本田弘之共著, 日本語書籍編集部編集. アルク, 2012.9
- 『日本語教育学の歩き方 初学者のための研究ガイド』本田弘之,義永美央子, 渡部倫子共著. 大阪大学出版会, 2014.3
- 『街の公共サインを点検する 外国人にはどう見えるか』本田弘之, 倉林秀男共著. 大修館書店, 2017.8
- 『日本で生活する外国人のためのいろんな書類の書き方』 (アスク出版の宝シリーズ にほんご宝箱) 編著,和泉智恵, 奥村玲子, 高木祐輔,福本亜希, 間瀬尹久[著]. アスク出版, 2017.9
- 『日本語教育への応用』 (コーパスで学ぶ日本語学) 森篤嗣編, 田中祐輔,中俣尚己, 奥野由紀子,建石始共著. 朝倉書店, 2018.10
- 『〈やさしい日本語〉と多文化共生』 (学習院女子大学グローバルスタディーズ) 庵功雄,佐藤琢三, 栁田直美共編著. ココ出版, 2019.4
- 『新・日本語教育を学ぶ なぜ、なにを、どう教えるか』遠藤織枝編著,金田智子, 小柳かおる,島田めぐみ,福田倫子,本田弘之,谷部弘子共著. 三修社, 2020.3
- 『「やさしい日本語」で伝わる!公務員のための外国人対応』栁田直美共著. 学陽書房, 2020.10
- 『医療現場の外国人対応英語だけじゃない「やさしい日本語」』武田裕子,新居みどり共著. 南山堂, 2021.5
- 『にほんごこれだけ!の「これだけ」ヒント集 + 単語リスト 10言語翻訳付』庵功雄 監修, 森篤嗣共編著. ココ出版, 2022.7
- 『言語学・言語発達学』 (Crosslink言語聴覚療法学テキスト) 岩﨑淳也共編集. メジカルビュー社, 2022.12

## 論文
- <岩田一成